# أندريه دينيس
أندريه دينيس هو مصمم رقص وسياسي بلجيكي، ولد في 6 يناير 1948 في بلجيكا، وتوفي في 13 مايو 2013 في غنت في بلجيكا. حزبياً، نشط في Open Flemish Liberals and Democrats ‏. وقد انتخب عضو البرلمان الفلمنكي وانتخب عضو مجلس النواب من بلجيكا.